# Richard Czapek

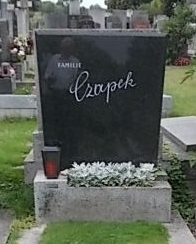
Grabstätte von Richard Czapek

Richard Czapek (* 7. Juni 1913 in Wien; † 3. September 1997 ebenda) war ein österreichischer Komponist und Interpret des Wienerliedes.

## Leben und Wirken
Nach seiner Ausbildung zum Schriftsetzer widmete sich Richard Czapek hauptberuflich der Musik. Bereits 1927 komponierte er (gemeinsam mit Bruno Hauer) seinen ersten Schlager. 1948 schrieb er sein erstes Wienerlied A klaner Beserlpark, worauf etliche Wienerlieder aus seiner Feder folgten. Zusammen mit seiner Gattin Hilde (geb. Schödl) trat er als Duo Czapek im In- und Ausland als Wienerlied-Sänger auf, auch im Fernsehen z. B. bei Heinz Conrads.
Seine Grabstätte befindet sich am Ottakringer Friedhof (21-10-14).

## Auszeichnungen, Preise
- Goldenes Verdienstzeichen des Landes Wien 1974
- Goldene Schallplatte 1977

## Lieder (Auswahl)
- A klaner Beserlpark
- I hab halt a Faible für Ober St. Veit
- Alt-Ottakring
- Einmal im Monat, da pfeif i auf d’Jazz
- Komm tan ma Herzerl tauschen
- Urlaubsjodler
- I bin froh, dass i aus Wean bin
- Wann i mei Leb’n so betracht
- I hab ka Angst ums Weanerliad
- Vergesst’s ma net aufs Weanerliad
- Die alte Dampftramway
- Der Anton von Sankt Anton
- Das ist mein Waldviertel
- Das große Los
- I hab ka Ahnengalerie
- I mach mei Matura in Grinzing
- Mir san im zehnten Hieb daham
- Lass ma s'Radl renna
- Mein Schärding am Inn